# Финик канарский
Финик канарский (лат. Phoenix canariensis) — растение семейства Пальмы, вид рода Финиковая пальма.

## Распространение и экология
Родина растения — Канарские острова. Оно было распространено человеком и натурализовалось во многих субтропических и тропических районах планеты. В настоящее время эта пальма произрастает от Франции на севере до южного Чили на юге. Растение особенно популярно в Испании, Португалии, Аргентине, Италии, Хорватии, Греции, Турции, на севере Ирана (см. Шомаль), на юге и западе Франции, в США (в основном в Калифорнии и Флориде), на юге Бразилии (штат Риу-Гранди-ду-Сул) в Уругвае, Австралии, Новой Зеландии и Южной Африке. В странах бывшего СССР растёт на Черноморском побережье Кавказа (в Сочи, Абхазии и Грузии), Южном берегу Крыма и на юге Азербайджана и Туркменистана. В некоторых странах, в частности в Новой Зеландии, растение стало агрессивным сорняком.

## Биологическое описание
Дерево высотой 8—40 м.
Листья сложноперистые 4—6 м длиной с 80—100 листочками по бокам главного рахиса.
Плоды собраны в кисти. Они оранжевой окраски, овальной формы, 2 см длиной и 1 см шириной, внутри содержат одно крупное семя.

## Использование
Сок из сердцевины пальмы идёт на получение пальмового сиропа.
|                                  |  |
| Плоды финиковой пальмы канарской |  |